# 존 컬쇼

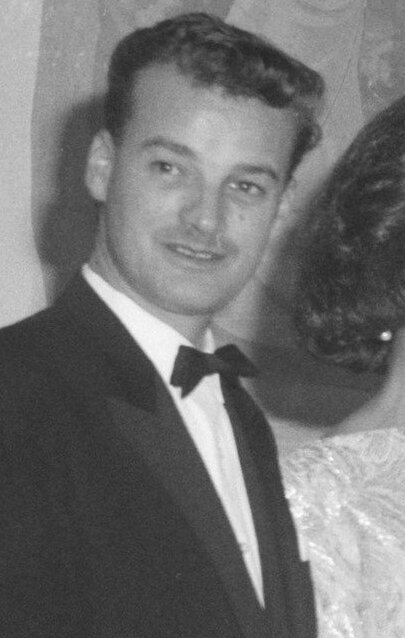

존 컬쇼(John Royds Culshaw, OBE 1924년 5월 28일 – 1980년 4월 27일)는 데카 레코드의 선구적인 영국 클래식 레코드 프로듀서였다. 그는 광범위한 음악을 제작했지만 1958년에 시작된 바그너의 니벨룽의 반지의 첫 번째 스튜디오 녹음을 프로듀싱한 것으로 가장 잘 알려져 있다.
음악적으로 대부분 독학한 컬쇼는 22세부터 데카에서 일하면서 먼저 앨범 라이너 노트를 작성한 다음 프로듀서가 되었다. 캐피틀 레코드에서 잠시 근무한 후 컬쇼는 1955년 데카로 돌아와 새로운 스테레오포닉 기법을 사용하여 전례 없는 사실감과 임팩트를 녹음할 수 있는 니벨룽의 반지를 녹음할 계획을 세우기 시작했다. 그는 오페라 하우스의 라이브 녹음을 싫어했고 청취자의 마음에 오페라를 완전히 생생하게 전달할 수 있도록 특별히 제작된 스튜디오 녹음을 디스크에 담으려 했다. 바그너 녹음 외에도 그는 벤저민 브리튼의 일련의 녹음과  베르디, 리하르트 슈트라우스 등의 오페라 녹음을 감독했다.
컬쇼는 1967년 데카를 떠나 BBC 텔레비전의 음악 프로그램 책임자로 임명되어 1975년까지 그곳에 머물면서 텔레비전 시청자에게 클래식 음악을 제공하기 위해 일련의 혁신을 도입했다. 그는 나중에 여러 학술 직책을 맡았다. 그는 가장 영향력 있는 클래식 녹음 프로듀서 중 한 명이었다. 타임스는 그에 대해 "그는 헨리 우드 에서 레너드 번스타인에 이르기까지 가장 광범위한 청중에게 음악에 대한 사랑과 지식을 전하고자 하는 선전가들의 위대한 전통 속에 서 있었다"고 말했다.
컬쇼는 어린 시절 피아노 레슨을 제외하고 독학으로 음악을 배웠고 연주자가 되려는 야망이 없었다. 비평가이자 전기 작가인 리처드 오스본(Richard Osborne)은 그에 대해 "음악에 집착하는 많은 사람들과 마찬가지로 컬쇼는 외롭고 세심한 사람이었고 음악에 대한 조숙한 관심이 형성하고 심화시키는 데 도움이 된 개인의 성실함을 질투하는 마음으로 지키고 있었다."라고 썼다. Fleet Air Arm에 있는 동안 컬쇼는 "음악에 관한 기사를 12개나 썼고, 정확히는 12개로 돌아왔다." 많은 거절 끝에 출판을 위해 받아들여진 그의 첫 번째 실질적인 기사는 1945년 3월에 출판된 The Gramophone 에 대한 라흐마니노프에 관한 글이었다. 이것은 BBC를 위한 음악 강연을 방송하고 클래식 음악 잡지에 기사를 기고하도록 초대되었다.
군대에서 제대된 후 컬쇼는 1946년 11월 데카 녹음 회사에 합류하여 데카의 클래식 앨범에 녹음 아티스트의 음악적 분석과 전기를 썼다. 그의 첫 번째 책인 라흐마니노프에 대한 짧은 전기는 1949년에 출판되어 호평을 받았다. The Times 의 비평가는 이 책이 분별력 있는 판단력, 간결함, 신중함을 높이 평가했다. 그 뒤를 이어 두 권의 책이 더 나왔다. 협주곡에 대한 대중적인 소개(1949년 "음악의 세계" 시리즈 의 협주곡 )와 현대 음악에 대한 안내서(1952년 음악의 세기 ).
1947년까지 컬쇼는 데카의 빠르게 확장되는 카탈로그를 위한 클래식 세션을 제작할 기회를 받았다. 1948년 그는 피아니스트이자 지휘자 지망생인 게오르그 솔티와 처음으로 작업했다. 1950년 LP(Long-Playing Record)가 도입된 후 D'Oyly Carte Opera Company 와 함께 Savoy Operas 의 첫 번째 LP 버전을 제작했다.
1953년부터 1955년까지 컬쇼는 캐피틀 레코드의 유럽 프로그램을 이끌었다. 당시 캐피톨은 데카와 상업적인 관계가 있었기 때문에 컬쇼의 움직임은 직원들이 경쟁업체에 합류하기 위해 데카를 떠날 때 일반적으로 흐릿한 시각을 가진 데카의 수장인 Edward Lewis 와 멀어지지 않았다.
1955년 초, Lewis는 컬쇼에게 캐피틀이 데카와의 관계를 끊으려 한다는 소문을 들었다고 경고했다. 며칠 만에 EMI가 국회의사당을 인수했다고 발표했다. 자크 이베르가 자신의 작품을 지휘하는 2개의 녹음을 포함하여 이미 예약된 캐피틀 세션이 완료되었지만 EMI는 불필요한 것으로 간주되었던 캐피틀의 고전적 활동에 종지부를 찍는다는 점을 분명히 했다. 루이스는 1955년 가을에 데카에 합류하기 위해 컬쇼를 초대했다.
데카로 돌아와서 다른 녹음 프로듀서들이 자신의 이전 역할을 충분히 수행하고 있다는 사실을 알게 된 컬쇼는 신흥 스테레오 녹음 기술, 특히 스테레오 오페라에 집중했다. 복귀 1년 후 그는 회사의 클래식 녹음 부서의 매니저가 되었으며, 이는 클래식 음악계에서 큰 영향력을 미치는 위치였다.
컬쇼는 지휘자 카라얀의 가장 잘 알려진 오페라 및 관현악 세트 중 많은 부분을 제작했으며, 이는 40년 후에도 카탈로그에 남아 있다.
컬쇼는 1980년 런던에서 희귀 간염으로 55세의 나이로 사망했다. 그는 미혼이었다. 그의 미완성 자서전인 Putting the Record Straight 가 사후에 출판되었다.